# كارلتون باريت
كارلتون باريت (بالإنجليزية: Carlton Barrett)‏ هو طبال جامايكي، ولد في 17 ديسمبر 1950 في كينغستون في جامايكا، وتوفي بنفس المكان في 17 أبريل 1987.

## وصلات خارجية
- كارلتون باريت على موقع IMDb (الإنجليزية)
- كارلتون باريت على موقع ميوزك برينز (الإنجليزية)
- كارلتون باريت على موقع أول ميوزيك (الإنجليزية)
- كارلتون باريت على موقع ديسكوغز (الإنجليزية)
- كارلتون باريت على موقع قاعدة بيانات الفيلم (الإنجليزية)